# Дірка (квазічастинка)

Коли електрон покидає атом гелію, то на місці електрона залишається «дірка». А сам атом гелію стає позитивно зарядженим.

Ді́рка (англ. hole) — нанообласть кристала, яка набуває позитивного заряду внаслідок генерації.
Позначається зазвичай латинською літерою h від назви англ. hole.
Діркова провідність — перенесення електричного заряду через кристал під дією зовнішнього електричного поля, який полягає в тому, що електрони не вповні зайнятої основної смуги переміщаються на незайняті квантові рівні (електронні дірки) в сфері цієї смуги в напрямку, протилежному вектору електричного поля, що формально відповідає пересуванню позитивних зарядів у напрямку цього вектора.
Дірка має позитивний заряд, який за величиною дорівнює заряду електрона. Спін дірки визначається спіном електронів у валентній зоні. Для більшості поширених напівпровідників, таких як кремній, арсенід галію тощо, він дорівнює 3/2.
У напівпровідниках p-типу дірки є основними носіями заряду. Оскільки дірка переміщується в кристалі, як і вільний носій електричного заряду, то їй приписують позитивний заряд. Якщо діє зовнішнє електричне поле, в кристалі напівпровідника виникає впорядковане переміщення дірок і до електричного струму вільних електронів (електронна провідність) додається електричний струм, пов'язаний з переміщенням дірок (діркова провідність).
Дірки зазвичай характеризуються ефективною масою. Для низки напівпровідників валентна зона вироджена в центрі зони Брілюена, хоча при більших квазі-імпульсах це виродження зникає. Тому існує кілька валентних зон і кілька типів дірок, які відрізняються ефективоною масою. Ці дірки називають, відповідно, легкими дірками й важкими дірками.